# Diogo de Vasconcelos
Diogo de Vasconcelos (Mariana, 8 de maio de 1843 - Belo Horizonte, 18 de junho de 1927) foi um importante historiador, político, jornalista e advogado brasileiro. É conhecido por suas obras sobre a História de Minas Gerais. 

## Biografia
Diogo Luís de Almeida Pereira de Vasconcelos nasceu em 8 de maio de 1843, na cidade de Mariana. Era membro da tradicional e importante família Vasconcelos. Era filho do Major Diogo Antônio de Vasconcelos e D. Luísa de Almeida. Do lado materno era neto do conselheiro Joaquim José da Rocha, advogado, diplomata e conselheiro de D. Pedro I. 
Por parte de pai, Diogo de Vasconcelos era neto do coronel Francisco Joaquim da Cunha e Castro e D. Ana Rosa Pereira de Vasconcelos. Ana Rosa era irmã de Bernardo Pereira de Vasconcelos, ilustre senador e primeiro-ministro do Império. Também era sobrinho-neto do 1º Visconde de Ponte da Barca, Jerónimo Pereira de Vasconcelos.
Diogo realizou a sua formação no Seminário de Mariana, no Mosteiro de São Bento do Rio de Janeiro e na Faculdade de Direito do Largo de São Francisco, na cidade de São Paulo, onde se graduou em 1867. Na faculdade começou a se envolver com a política. Porteriormente foi, por várias vezes eleito deputado-geral durante o Segundo Reinado. Era monarquista convicto, e, mesmo no periodo da República, fazia parte do Partico Conservador Mineiro. Pelo partido exerceu por diversas ocasiões o cargo de agente executivo, semelhante hoje ao cargo de presidente da Câmara, na cidade de Ouro Preto. Também foi deputado e senador. Sua trajetória política foi bem definida: político, membro de uma tradicional família mineira formadora de ministros e presidentes da província, possuiu formação marcada por religiosidade católica fervorosa, e um conservadorismo político sólido. 
É considerado um dos precursores na construção da memória histórica mineira, por sua atuação na criação de instituições significativas como o Arquivo Público Mineiro (APM) e o Instituto Histórico e Geográfico de Minas Gerais (IHGMG), e a Academia Mineira de Letras (AML). Acreditava que o passado colonial e imperial, de herança ibérica e católica, tinha definido traços da regionalidade mineiro e do nacionalismo brasileiro. Destacou-se também como pioneiro na defesa do patrimônio histórico e artístico mineiro. Por suas pesquisas sobre o barroco e o rococó mineiro, é considerado o primeiro historiador da arte no Brasil. Entre as suas obras podemos destacar a História Antiga de Minas Gerais, de 1904, e História Média de Minas Gerais, de 1918. Por seu ofício recebeu a alcunha de "Heródoto mineiro".

## Homenagens
Em 1893, por vários serviços prestados à Igreja Católica, foi distinguido pelo Papa Leão XIII com a comenda da Ordem do Santo Sepulcro de Jerusalém.
Em 1938, foi dado o seu nome ao antigo distrito de São Domingos, da cidade de Mariana, em Minas Gerais. Em 7 de dezembro de 1962, pela lei nº 2.764, foi elevado ao município de Diogo de Vasconcelos.

## Postura historiográfica
A partir do discurso proferido pelo historiador na inauguração do Instituto Histórico e Geográfico de Minas Gerais, em 1907, nota-se que sua postura historiográfica era carregada de certo objetivismo histórico. Acreditava, nesse sentido, em verdades históricas. Afirmava que o historiador deve se prender apenas à verdade, de forma objetiva e imparcial. 
Era um típico historiador de arquivo, utilizando quase que unicamente documentos oficiais como fonte historiográfica. Uma vez que se propunha que a História fosse uma ciência objetiva, seria necessário a criação de um método: a crítica documental. Movimento típico do positivismo na História. Afirmava que a História não é apenas uma ciência das humanidades, mas sim “a mais humana dentre elas”.